# Linnea Gonzales
Pour les articles homonymes, voir Gonzales.
Linnea Gonzales est une joueuse américaine de hockey sur gazon. Elle évolue au poste de milieu de terrain au H2O Field Hockey et avec l'équipe nationale américaine.

## Biographie
- Naissance le 15 août 1997 à Bel Air.
- Elle est l'idole de Katie Bam.
- Elle a étudié à l'Université du Maryland[2].

## Carrière
Elle a fait ses débuts avec l'équipe première en janvier 2019 lors d'un match amical face au Chili à Santiago.

## Palmarès
- : 3e aux Jeux panaméricains 2019.